# Мидун
Район Миду́н (кит. упр. 米东区, пиньинь Mǐdōng qū, уйг. میدونگ رايونى‎, Midong Rayoni) — район городского подчинения городского округа Урумчи Синьцзян-Уйгурского автономного района КНР.

## Этимология
Название района образовалось путём соединения первых иероглифов названий сформировавших его бывших административных единиц — Мицюань и Дуншань.

## История
Район был образован в 2007 году путём объединения района Дуншань (东山区) городского округа Урумчи и городского уезда Мицюань (米泉市) Чанцзи-Хуэйского автономного округа.

## Административное деление
Район Мидун делится на 6 уличных комитетов, 5 посёлков, 1 волость и 1 национальную волость.